# DisneyMania 3
DisneyMania 3 è il terzo album discografico della serie DisneyMania, pubblicato nel 2005.

## Tracce
1. Under the Sea - Raven-Symoné
2. Hawaiian Roller Coaster Ride - Jump5
3. A Whole New World - Nick Lachey & Jessica Simpson
4. It's a Small World (RapMania! Mix) - fan_3
5. The Bare Necessities - Bowling for Soup
6. I Won't Say (I'm in Love) - The Cheetah Girls
7. Zip-a-Dee-Doo-Dah - Aly & AJ
8. Kiss the Girl - Vitamin C
9. Part of Your World - Skye Sweetnam
10. Colors of the Wind - Christy Carlson Romano
11. Proud of Your Boy - Clay Aiken
12. Strangers Like Me - Everlife
13. A Dream Is a Wish Your Heart Makes - Kimberley Locke
14. Cruella de Vil - Lalaine
15. When You Wish Upon a Star - Jesse McCartney